# El Popola Ĉinio
El Popola Ĉinio („Aus Volkschina“; chinesisch 中国报道, Pinyin Zhōngguó bàodào) ist eine Esperanto-Zeitschrift aus China, die seit 1950 erscheint.
Der Verlag der Zeitschrift gehört zum Fremdsprachenamt Chinas und gab außer El Popola Ĉinio auch Bücher auf Esperanto heraus. Von 1952 bis 1953 handelte es sich vor allem um Romane und Gedichtbände, die bereits in der Zeitschrift veröffentlicht worden waren; von 1957 bis 1965 erschienen auch größere Werke, darunter Ĉina Antologio 1949-1959 (Chinesische Anthologie, 1940–1959), Übersetzungen der Romane von Lu Xun und politische Schriften wie die Werke von Mao Zedong. Dabei arbeitete die Redaktion von El Popola Ĉinio mit dem Verlag für fremdsprachige Literatur zusammen. Der bekannteste Übersetzer der Zeitschrift war Laŭlum. Heute ist sie am Ĉina Interreta Informa Centro (Chinesisches Internet-Informationszentrum) beteiligt.